# Altenmarkt an der Triesting
Altenmarkt an der Triesting este o localitate din Austria Inferioară cu o populație de 2.116 de locuitori. Se află la marginea sudică a Pădurii Vieneze, de-a lungul vechiului traseu de pelerinaj Via Sacra. Localitatea este situată la o distanță de 40 km la sud-vest de Viena, în valea pârâului Triesting.

## Geografie
Altenmarkt este format din satele: Altenmarkt, Thenneberg, Klein-Mariazell, Nöstach și St. Corona. Localitățile Altenmarkt și Thenneberg sunt situate de-a lungul șoselei federale B 18 (Triestingtal-Bundesstraße) ca și de-a lungul căilor ferate "Leobersdorfer Bahn" care azi nu mai funcționează. Celelalte sate sunt mai îndepărtate. Astfel, și Klein-Mariazell și St. Corona sunt situate într-o vale laterală spre comuna Klausen-Leopoldsdorf. Satele Nöstach și Hafnerberg pot fi găsite la pasul montan de același nume (în direcția spre Alland).
În cadrul districtului administrativ Baden Altenmarkt se învecinează cu Alland (satele Groisbach, Mayerling, Maria Raisenmarkt, Untermeierhof și Holzschlag), cu Klausen-Leopoldsdorf, cu Weissenbach (satele Neuhaus, Schwarzensee și Gadenweith) și comuna Furth. În cadrul districtului Lilienfeld Altenmarkt se învecinează doar cu comuna Kaumberg.
Din 1971 până-n 2006 populația comunei a crescut din 1.754 până la 2.116 locuitori (sursă: Bevölkerungsentwicklung der Statistik Austria, vezi la Internet: www.statistik.at/blickgem/blick1/g30602.pdf).

## Istorie
Altenmarkt a făcut parte - ca și Nöstach-Hafnerberg și Thenneberg - din domeniul mănăstirii de benedicteni Mariazell în Austria (azi: Klein-Mariazell). Aceasta fusese ctită în 1134 sau 1136. Numai St. Corona, o așezare de muncitori lemnari, are o dezvoltare separată.
De multă vreme Altenmarkt era un centru comercial al zonei în care cronicarii medievali găseau mulți meșteșugari și negustori (spre deosebire de satele învecinate populate doar de țărani). Starețul Michael I. l-a rugat de aceea pe regele Frederic al IV-lea (mai târziu Împăratul Frederic al III-lea) să permită să se țină un târg săptămânal în fiecare sâmbătă la Altenmarkt. Privilegiul respectiv i-a fost acordat în 1448.
După marea invazie turcească din 1529 - cu o țară cumplit devastată, trei călugari din Mariazell în Austria omorâți și o populație puternic decimată - s-a renunțat la târg. Eforturile  starețului Valentin Stambler (1618 - 1653) să fie redeschis au fost sortite eșecului. Atacurile otomane din 1532 și asediul mare din 1683 au avut efecte dezastroase : și mănăstirea și casele satelor au fost arse. Pierderile populației au fost egalate prin imigrația din alte regiuni ale Imperiului Habsburgic (în jur de 1694). Abia atunci a început și popularizarea satului St. Corona.
Mănăstirea a avut de suferit și din pricină reformației până în secolul XVII. Deseori, bisericile din Altenmarkt și Nöstach au rămas fără preoți datorită unor conflicte cu moșierii protestanți, dar și datorită lipsei mari de preoți. Uneori, starețul era singurul cleric din mănăstire. De aceea, slujbele s-au ținut în biserica parohială "St. Thomas" din interiorul mănăstirii. Celealte biserici au fost neglijate.
În secolul XVIII industrializarea a ajuns și în zona respectivă. Consecințele economice ca ș
i culturale: împodobirea bisericlor în stilul Barock ca și construcții noi de biserici: la St. Corona (1719/21), la Hafnerberg (1729/45) și la Thenneberg (1754/74). La Nöstach și la Thenneberg au fost înființate multe case și diverse hanuri, la St. Corona și o școală .
În 1844 s-a creat la Altenmarkt o poștă pentru călești, însă în 1877 aceasta a fost deființată, datorită construcției căilro ferate spre Leobersdorf.
În 1848 a urmat abolirea iobăgiei; au fost înființate districtele politice și comunele. În anii următori au fost aleși primii primari în toate cele cinci comune.
În casa cu numărul 64 a luat ființă un post de jandarmerie (1875) care a funcționat până-n 1972. Din 1883 datează casa cu numărul 61 în care până-n 2009 a funcționat poșta ca și serviciul de banc-post.
Într-o casă de rechizite din lemn situată lângă poștă s-a înființat serviciul de pompieri. Primul căpitan era brutarul Leopold Weninger.
După conectarea localităților Altenmarkt și Thenneberg la rețeaua telefonică (1921), în 1928, pompoierii au primit, în locul vechei case de rechizite, una din piatră  care a fost folosită până la construirea actualului sediu dincolo de Triesting (1989).
În aprilie 1945, mai ales la Hafnerberg, Nöstach și la St. Corona s-a ajuns la lupte disperate între Wehrmacht-ul German și Armata Roșie, distrungându-se și podul "Hafnerbrücke" de către nemți. Casa de pe muntele Hocheck a fost arsă în temelii de ruși. Preotul catolic Leopold Wieshaupt a fost împușcat mortal de sovietici, chiar în incinta bisericii (vezi și istoria comunei Alland în germană).
În urma reformei administrative din 1972 cele cinci comune Altenmarkt, Nöstach, Klein-Mariazell, Thenneberg și St. Corona au fost unite sub numele "Altenmarkt/Triesting (primul primar: dir. H. Jandl).
Perioada din 1970 până-n anii ´90 a fost marcată de migrații puternice spre orașe, de o reducere semnificativă de magazine mici, de numere din ce în ce mai mici de fermieri, de așezarea numeroșilor refugiați din țările vecine (fostul bloc comunist), dar și de succese economice, de construcția unui teren de fotbal și de tenis, a unei săli multi-funcționale și a unui sistem modern de canalizare.
În 2002 părți importante ale comunei au fost afectate de inundații - ca și în anii 1846, 1848, 1850, 1901, 1913, 1926, 1944, 1966, 1991 și 1997.

## Obiective turistice
- Biserica de pelerinal de la Hafnerberg
- Mănăstirea veche de la Klein-Mariazell